# Nerijus Astrauskas
Nerijus Astrauskas (Šiauliai, 18 ottobre 1980) è un ex calciatore lituano, di ruolo attaccante.